# Hidemi Jinushizono
Hidemi Jinushizono (地主園 秀美 Jinushizono Hidemi?), född 14 april 1989 i Kagoshima prefektur, är en japansk fotbollsspelare.
Jinushizono började sin karriär 2011 i FC Gifu. Han spelade 34 ligamatcher för klubben. 2015 flyttade han till Maruyasu Okazaki.